# Linha do Vale do Lima

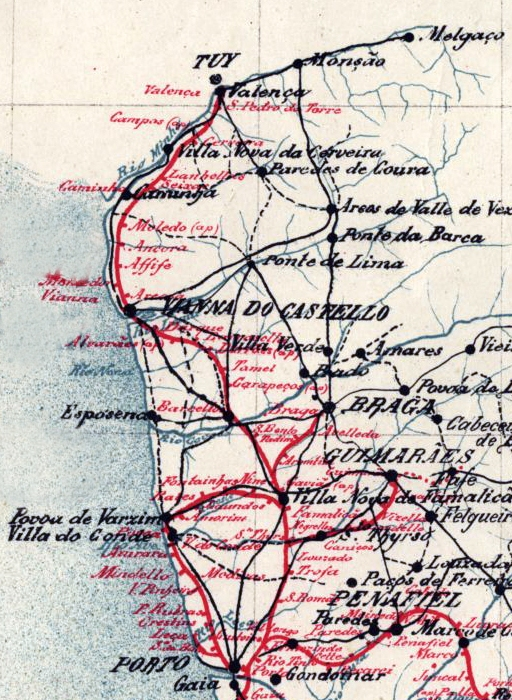
Mapa ferroviário de 1895. A Norte de Viana, a Linha do Minho acompanhou a costa, deixando de fora a região entre Braga e Valença.

A Linha do Vale do Lima foi uma via férrea projectada mas nunca concluída, em via estreita (1000 mm) eletrificada, que ligaria Viana do Castelo a Ponte de Lima e à linha de Linha de Braga a Monção, numa extensão de cerca 21 km. Deveria ter formado, junto com a Linha de Braga a Monção e de Guimarães e Braga, a rede ferroviária do Alto Minho.

## História

### Antecedentes
Em meados do século XIX, Viana do Castelo apresentava uma zona de influência económica regional que se alongava para o interior através da navegação fluvial, que era o principal meio de transporte. O Rio Lima tinha uma navegabilidade fácil até ao Carregadouro, um porto fluvial entre Ponte de Lima e Ponte da Barca, onde os produtos agrícolas eram passados dos carros de bois para os barcos, que então desciam o Rio até aos cais de Viana do Castelo. A influência do Rio Lima estendia-se até Braga, uma vez que, devido às tentativas falhadas de estabelecer a navegação fluvial no Rio Cávado, certas mercadorias eram transportadas por via terrestre de Braga até ao Rio Lima, e daí até ao Porto e Barcelos via Viana. Por seu turno, as vias rodoviárias no distrito de Viana do Castelo eram muito deficientes, sendo pouco mais do que carreiros.
A partir de meados do século, o tráfego fluvial começou a decrescer, devido ao assoreamento do rio, e do desenvolvimento dos transportes terrestres por parte do governo. Ainda assim, o distrito de Viana do Castelo foi um dos últimos em Portugal a serem contemplados com a construção de estradas macadamizadas; em 20 de Agosto de 1853, foi publicada uma carta de lei que autorizou o governo a contratar a construção de uma rede viária no Minho e de Trás-os-Montes, incluindo estradas de Braga a Valença por Ponte de Lima, e de Braga a Monção por Arcos de Valdevez, mas só nos finais da década é que começaram as obras. Em 1862, foi planeada a Estrada Real 25, de Viana do Castelo a Ponte de Lima pela margem direita do Rio Lima, mas este projecto foi considerado de baixa prioridade devido à navegabilidade do Rio, pelo que só começou a ser construída em 1867. Entretanto, em 1857, Viana do Castelo foi ligada por via telegráfica com as cidades do Porto e Braga, e em 1864 com Ponte de Lima e Arcos de Valdevez.

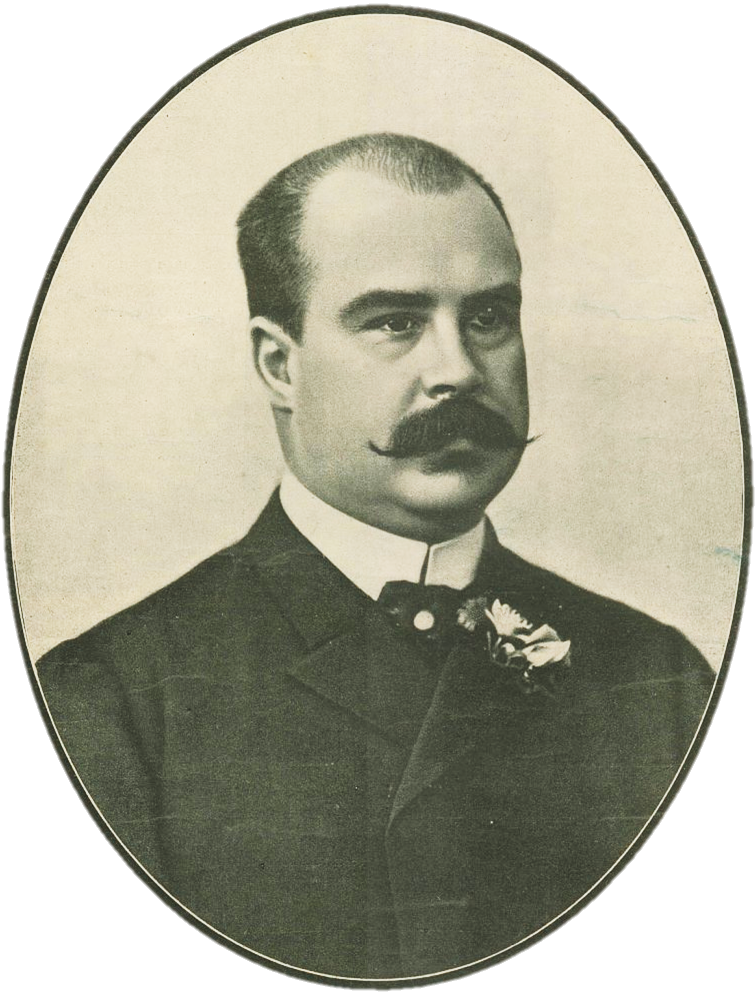
Emídio Navarro.

### Primeiros planos

#### Décadas de 1870 e 1880
Os primeiros planos para instalar um caminho de ferro no vale do Rio Lima foram iniciados por Alberto Meister, que foi autorizado, por um decreto de 18 de Junho de 1874, a construir uma linha em via própria de Viana do Castelo até à fronteira espanhola em Lindoso, por Ponte da Barca. No entanto, este projecto não chegou a ser concretizado. No ano seguinte, Damião António Pereira Pinto apresentou um requerimento, aprovado por um decreto de 27 de Julho, para uma linha de via estreita com cerca de 60 Km, entre Viana e Ponte da Barca, cuja via seria em leito próprio, e o comboio poderia transportar passageiros e mercadorias. Os apeadeiros deveriam ter mais de 5 Km de distância entre eles. Chegou a ser publicado um caderno de encargos, onde já se previa a aquisição de várias locomotivas.  Entretanto, em 1879, principiaram as carreiras regulares de diligências entre a Estação de Viana do Castelo e Arcos de Valdevez, passando por Ponte de Lima e Ponte da Barca.
Entre 1885 e 1886, o ministro das Obras Públicas Emídio Navarro lançou um programa de desenvolvimento da rede secundária de caminhos de ferro, tendo ordenado a realização dos estudos de várias linhas, incluindo as de Braga a Monção e de Viana do Castelo a Ponte da Barca.

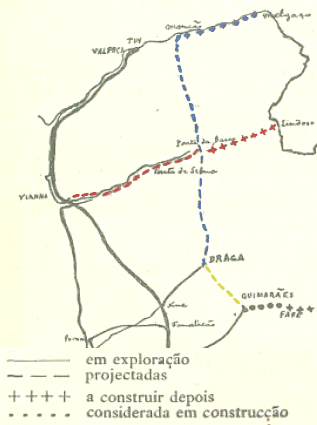
Mapa com as linhas planeadas na região do Minho, segundo o plano ferroviário de 1900: a Linha do Vale do Lima, ligando Viana do Castelo a Ponte da Barca e a sua continuação até Lindoso (a vermelho), a de Braga a Monção com o seu prolongamento até Melgaço (a azul), e a de Guimarães a Braga (a amarelo).

#### Década de 1890
Durante a maior parte da década de 1890, verificou-se uma crise na construção dos caminhos de ferro em Portugal, pelo que só nos finais da década é que o governo voltou a interessar-se pelo desenvolvimento da rede ferroviária. Em 1897, um artigo no jornal Libertador do Coura anunciava a construção deste caminho de ferro, e defendia a sua utilidade para as localidades do interior do país, como o concelho de Paredes de Coura. As estações previstas seriam em Meadela, Santa Marta, Serreleis, Lanheses, Bertiandos, Ponte de Lima e proximidades de Carregadouro, entre outros pontos. Entre os principais apoiantes desta linha, estava a população de Ponte de Lima. Em Abril desse ano, anunciava-se que Diogo de Souto, que representava um grupo de capitalistas locais, e que tinha a concessão da linha de Viana do Castelo até Ponte de Lima, pediu para prolongar a sua concessão até à fronteira no Lindoso, passando por Arcos de Valdevez, nas condições semelhantes às aplicadas na Linha do Corgo; neste período, estava a ser pensada em Espanha a construção de um caminho de ferro desde Lindoso até Ourense, passando por Bande e Celanova. A linha só seria prolongada desde Ponte da Barca até à fronteira, depois do troço espanhol estar concluído.
Em 10 de Agosto de 1897, o Ministro da Fazenda, Mariano de Carvalho, apresentou um projecto de lei às Câmaras, para autorizar o governo a adjudicar em hasta pública a construção e exploração de várias vias férreas, incluindo a Linha do Vale do Lima, que devia ter um custo quilométrico inferior a 20 mil réis. Em 7 de Julho de 1898, um decreto autorizou o governo a construir a Linha do Vale do Lima, em partes ou na totalidade. Nesse ano, o ministro Elvino de Brito ordenou que duas comissões técnicas produzissem os planos das redes complementares para as linhas do estado, nas regiões a Norte do Mondego e a Sul do Tejo. No relatório da comissão responsável pela região a Norte do Mondego, em 1899, a linha pelo vale do Lima era considerada de menor importância, devido ao facto da zona ser já servida por boas vias de comunicação, com o rio navegável em grande parte da sua extensão, e uma estrada em cada margem. Ainda assim, no Plano da Rêde Complementar ao Norte do Mondego, aprovado por um decreto de 15 de Fevereiro de 1900, foi inserida a Linha do Valle do Lima, junto com a Linha de Guimarães a Braga e a Linha do Alto Minho. Esta via férrea teria uma extensão de cerca de 45 Km, e ligaria Viana do Castelo e Ponte da Barca, prevendo-se que poderia posteriormente ser prolongada até à fronteira, junto a Lindoso. Decidiu-se que não seria necessário o estado construir directamente estas linhas, devido às capacidades económicas e elevada densidade populacional da região, que garantiria uma forte procura nos serviços ferroviários, possibilitando assim a sua exploração por entidades privadas; com efeito, nesse período os concelhos que seriam servidos pelas linhas tinham cerca de 300 mil habitantes, e apresentavam já uma elevada densidade de tráfego rodoviário. No caso da Linha do Vale do Lima, iria servir os importantes centros populacionais de Viana do Castelo, Ponte de Lima e Ponte da Barca. Estas três vias férreas iriam melhorar o acesso entre o interior do Minho e as capitais de distrito, além que as ligariam à rede ferroviária nacional. A legislação oferecia várias vantagens às empresas, incluindo apoios financeiros, transporte gratuito dos materiais nas linhas do Caminhos de Ferro do Estado, e isenção de vários impostos.

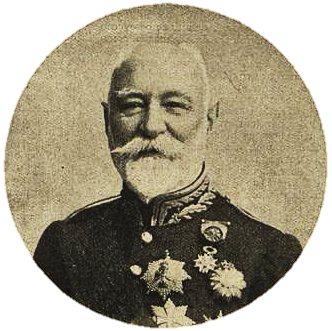
Manuel Afonso de Espregueira.

#### Década de 1900
Em 16 de Abril de 1902, já tinha sido noticiado que tinha sido formada uma companhia, por iniciativa do conselheiro Manuel Afonso de Espregueira, para a construção de uma linha de via estreita de Viana do Castelo a Arcos de Valdevez por Ponte de Lima; no projecto de lei para a concessão deste caminho de ferro, foi incluída uma cláusula que garantia os mesmos direitos e benefícios que tinham sido atribuídos para a construção do Caminho de Ferro de Valença a Monção. Em 16 de Junho, já tinha sido requerida uma concessão para um caminho de ferro do tipo americano de via reduzida entre Viana do Castelo e Lindoso por Ponte de Lima e Ponte da Barca, utilizando as estradas reais n.º 3, 25, 26 e 30. Em finais desse ano, os empresários João António Duro, Agostinho Ferreira Dine e José Ribeiro Pinho Ferreiro pediram uma concessão para construir e explorar um caminho de ferro que, seguindo o vale do Rio Lima, ligasse Viana do Castelo a Ponte de Lima, Ponte da Barca e Arcos de Valdevez. Com a entrada do Conde de Paçô Vieira para a pasta das Obras Públicas, em 1902, assistiu-se a um movimento de revitalização dos projectos ferroviários em Portugal; entre os inúmeros requerimentos que foram apresentados, estava a Linha do Vale do Lima, pedida pela população de Viana do Castelo, e a Linha do Alto Minho, defendida pelos Vimaranenses.

### Concessão da linha

#### Primeira fase
Em Abril de 1903, o Ministro das Obras Públicas estava a preparar um concurso para as três linhas, embora a do Vale do Lima pudesse ser concessionada à parte; entre as condições do concurso, estava a obrigatoriedade de apresentar o projecto no prazo de nove meses, e de construir a linha em três anos. O concurso foi aberto por um decreto de 27 de Abril, tendo o correspondente caderno de encargos determinado que aquela via férrea teria o nome de Valle do Lima, que deveria ser de bitola métrica, e que deveriam ser utilizadas carruagens de duas classes. A Linha do Vale do Lima devia partir da Estação de Viana do Castelo, e seguir sempre pela margem direita do Rio Lima até Lanheses, onde seria construída uma ponte para atravessar o rio; esta ponte deveria permitir tanto o tráfego ferroviário como o rodoviário, de forma a ligar as redes de estradas em ambas as margens, podendo a empresa concessionária estabelecer uma portagem. Em seguida, a linha iria pela margem esquerda do Rio até Ponte da Barca, onde se encontraria com a Linha do Alto Minho.

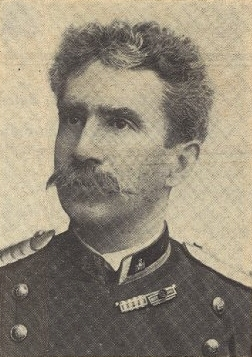
José Fernando de Sousa.

#### Segunda fase
No entanto, este concurso não teve quaisquer concorrentes, devido às condições, que não eram oportunas aos interesses privados, e às dificuldades em construir a ponte em Lanheses, que era considerada uma obra muito dispendiosa. Assim, um decreto de 10 de Setembro ordenou a abertura de um novo concurso com condições mais favoráveis, especialmente a garantia de juro, que era o único requisito que interessava à iniciativa privada. O concurso começou no dia 18 de Setembro, sendo as propostas abertas em 28 de Novembro. O contrato para a construção das três linhas foi assinado em 27 de Setembro de 1904, com Temple George Blackwood, tendo a obrigação de construir a ponte em Lanheses. Posteriormente, os direitos foram transmitidos para Herbert James Whittel, que os passou aos empreiteiros Charles Wall e filho e Franch Wall, de Londres. Estes últimos ainda tinham a concessão em 4 de Março de 1907. Finalmente, a concessão foi trespassada para a firma Canha & Formigal, que solicitou grandes modificações no contrato, e elaborou o projecto de Viana do Castelo a Lanheses. Em 2 de Outubro de 1907, o engenheiro José Fernando de Sousa fez uma conferência sobre a linha, onde defendeu a utilização de via métrica e da utilização de material a vapor, enquanto fossem feitos estudos sobre um possível processo de electrificação. Nessa altura, já o material circulante estava disponível, tal como os carris, que tinham sido aproveitados da via larga. Em 4 de Outubro, Fernando de Sousa apresentou uma proposta ao Conselho Superior de Obras Públicas, que foi aprovada, tendo posteriormente presidido a uma comissão técnica que estudou a linha. Em 1908, começou a ser preparado o processo de fusão entre a Canha & Formigal e as Companhias das Linhas do Porto à Póvoa e Famalicão e de Guimarães. Um despacho ministerial de 22 de Junho de 1909 autorizou em princípio a fusão, com várias condições, incluindo a fixação de uma data única para todas as concessões. Nesse ano, já tinha sido traçado o percurso da linha dentro de Viana do Castelo.
Uma lei de 20 de Junho de 1912 publicou as regras para a fusão, tendo estabelecido que depois de terminada seria lavrado um novo contrato, com uma duração de oitenta anos, no qual a empresa que resultasse seria responsável por explorar as linhas já existentes, e construir aquelas que estivessem projectadas. Este diploma passou, igualmente, toda a Linha do Lima para a margem direita do Rio, sendo a empresa construtora obrigada a construir uma ponte rodoviária apenas quando o seu rendimento líquido atingisse 7% do capital garantido, condição que já alguns anos era pedida, uma vez que a necessidade da linha atravessar o rio já tinha sido posta em causa, além de constituir um pesado obstáculo financeiro. Ainda assim, estas novas condições continuavam a não ser muito favoráveis, mas já tornavam viável a construção das linhas.

#### Terceira fase
No entanto, a desvalorização da moeda e o início da Primeira Guerra Mundial vieram agravar significativamente a situação financeira, pondo em risco a continuação deste empreendimento. Por outro lado, as dificuldades burocráticas e a instabilidade governamental arrastaram o processo, uma vez que não permitiam a rapidez na tomada de decisões, apesar da constante pressão exercida pelas autarquias de Viana do Castelo e Ponte da Barca. Ainda assim, a empresa concessionária demonstrou o seu empenho, tendo realizado um depósito de 50 mil escudos, e ordenado a elaboração dos projectos para as três linhas, que foram riscados pelo engenheiro Vasconcelos e Sá. Pediu-se uma actualização das taxas de juro, que ainda se cifravam em valores anteriores à guerra, e que, por isso, se tinham tornado quase insignificantes, e procurou-se aproveitar o leito das estradas para construir parte dos troços.

### Construção da linha

#### Primeira fase
Finalmente, em 1920 surgiu o projecto para a Linha do Vale do Lima, em via reduzida e aproveitando a Estrada da Papanata, tendo as obras de construção começado em 1922. Em 20 de Fevereiro de 1920 e em 7 de Agosto de 1923, a Junta Consultiva de Caminhos de Ferro emitiu pareceres, reiterando a ideia de unir toda a rede secundária no Minho numa só empresa, como forma de melhorar a sua gestão e reduzir os custos inerentes a três concessões distintas. No entanto, levantaram-se fortes reclamações contra a empresa, que foi acusada de tentar burlar a região, ao tentar recolher os recursos para o projecto, durante a crise económica resultante da Primeira Guerra Mundial. Em 1924, a concessão foi considerada como caduca, com perda de depósito, apesar deste acto contrariar a Lei de 1912, que ditou que os prazos da concessão só poderiam ser contados a partir da elaboração do contrato; no entanto, o contrato nunca chegou a ser lavrado pelo Estado.

#### Segunda fase
Em 1925, foi sugerida a instalação de uma via de tracção eléctrica, sobre a estrada da Papanata. A administração local, em conjunto com os Caminhos de Ferro do Estado, fizeram a encomenda de material circulante apropriado para fazer serviços do tipo tranvia. Assim, o projecto foi restaurado, e desta vez com as expropriações e terraplanagens necessárias já indicadas. Um parecer de 28 de Setembro de 1926 do Conselho Superior de Obras Públicas propôs a utilização de material fixo e circulante vindo como parte das reparações alemãs.
Em Dezembro de 1926, foi relatado que as obras desta linha iriam começar, que se previa para breve a chegada ao Porto de Lisboa dos materiais de construção encomendados, incluindo carris, agulhas, cruzamentos de via e equipamentos eléctricos, e que também estava quase a chegar o material circulante. Prognosticava-se, igualmente, a continuação da linha até à fronteira junto à Ponte da Madalena, melhorando as ligações com a cidade de Ourense, que ficaria a duas horas de distância de Viana do Castelo e a cinco horas da cidade do Porto. Em 1927, o Conselho Superior de Obras Públicas autorizou a adaptação à tracção eléctrica e a construção em leito próprio, ao longo da margem direita até ao Carregadouro, onde deveria ser construída uma ponte sobre o Rio, seguindo depois a linha ao longo da margem esquerda até Ponte da Barca. Posteriormente, cancelou-se parte da encomenda do material circulante, mas ainda se gastaram 10.000 contos nos veículos.

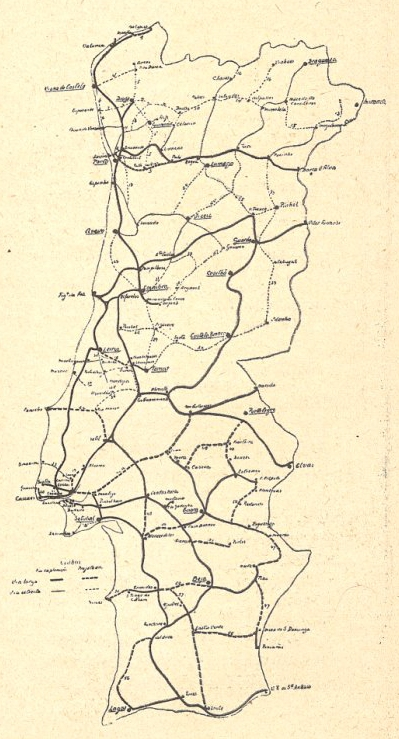
Mapa do Plano da Rede de 1930.

#### Terceira fase
Nesse ano, foi nomeada uma comissão técnica para proceder à revisão do plano geral da rede ferroviária, tendo os membros da comissão entendido que se devia dar primazia aos interesses económicos em detrimento das considerações defensivas, por isso reiteraram a ideia de se prolongar a linha do Vale do Lima até à fronteira em Lindoso, empreendimento que enfrentou a resistência das autoridades militares. No Plano Geral da Rede Ferroviária, publicado pelo Decreto n.º 18:190, de 28 de Março de 1930, confirmou-se que a Linha do Vale do Lima, em via estreita, ligaria Viana do Castelo a Ponte da Barca, passando por Ponte de Lima. Em Ponte da Barca, cruzaria com a Linha Transversal do Minho, que se compreenderia de Entre-os-Rios a Arcos de Valdevez, substituindo a Linha do Alto Minho. Desta forma, ligava-se a região do vale do Rio Lima, que apresentava uma elevada produção vinícola, cerealífera e florestal, ao Porto de Viana do Castelo. Porém, foram eliminados os planos para criar a ligação fronteiriça. O Decreto 20:618 de 4 de Dezembro de 1931, autorizou o estado a reforçar os recursos financeiros do Fundo Especial de Caminhos de Ferro, para fomentar a construção de novas linhas férreas. Entre as linhas a cargo dos Caminhos de Ferro do Estado, estava a do Vale do Lima, que seria tributária da Linha do Minho, e que deveria ser construída rapidamente, para aproveitar o material circulante, que já tinha adquirido; no entanto, devido ao facto do motor circulante ser eléctrico, surgiu a questão se deviam ser instaladas as dispendiosas infra-estruturas necessárias para a tracção eléctrica, ou se se utilizariam locomotivas a vapor, abandonando os veículos motores eléctricos.
No relatório de 1931 - 1932 da Direcção-Geral de Caminhos de Ferro, é referido o estudo de várias variantes no segundo lanço da Linha do Vale do Lima, em Refojos e Ponte de Lima, e o reconhecimento do terceiro lanço, com 25 quilómetros.

### Paralisação das obras
No entanto, as obras acabaram por ser paralisadas, apesar de já terem sido sido feitas as expropriações e as terraplanagens para a via férrea,, e assente o material ferroviário, travessas e carris, ficando a via praticamente acabada.
Em Fevereiro de 1932, um grupo de representantes da Câmara Municipal e da Comissão de Defesa dos Interesses de Viana do Castelo, e da Junta Geral do Distrito veio a Lisboa falar com o presidente do Ministério e o Ministro do Comércio sobre a Linha do Vale do Lima. Em Maio desse ano, uma comissão formada pelo presidente da Junta Geral do Distrito, Nicolau Bacelar, o presidente da Comissão de Iniciativa, Rocha Pais, o presidente da Câmara Municipal de Viana do Castelo, Gaspar de Castro, o presidente da Câmara Municipal de Ponte de Lima, Benvindo de Araújo, o administrador do concelho e vogal da Câmara Municipal de Ponte da Barca, Sebastião Fernandes, e o vice-presidente do município de Arcos de Valdevez, António Faria Lima, e acompanhada pelo Governador Civil do Distrito, Amílcar Mota, pediram uma audiência com o Ministro do Comércio e com o Sub-secretário de Estado das Finanças, com o mesmo objectivo; a questão prendia-se com a paralisação das obras da Linha do Vale do Lima, faltando apenas a segunda empreitada, referente ao troço de Lanheses a Ponte de Lima. Além disso, a interrupção dos trabalhos tinha lançado para o desemprego centenas de trabalhadores, com graves consequências económicas. As obras estavam paradas devido à falta de decisão sobre o traçado a montante de Ponte de Lima, se deveria continuar ao longo da margem direita do rio, ou passar para a margem esquerda no Carregadouro. Em Abril desse ano, a população do concelho de Ponte da Barca também já tinha pedido ao governo para resolver este problema. Em Maio a Comissão Administrativa do Fundo Especial de Caminhos de Ferro já tinha autorizado diversas obras de construção nesta linha., e em Dezembro a Direcção Geral de Caminhos de Ferro já tinha aberto o concurso para a construção da empreitada n.º 2 da Linha do Vale do Lima, de Lanheses a Ponte de Lima, e as estradas de acesso à estação de Ponte de Lima. Neste período, já há cerca de nove anos que o material circulante tinha sido fabricado.
No entanto, o concurso foi anulado, uma vez que os empreiteiros não aceitaram uma regra posteriormente imposta pelo Ministro das Obras Públicas e Comunicações, que estabelecia um limite máximo de 10% sobre o valor das arrematações, para o pagamento de todos os trabahos adicionais que fossem precisos executar naquelas empreitadas. Assim, a Direcção geral de Caminhos de Ferro marcou um novo concurso referente à empreitada n.º 2, para o dia 3 de Março de 1934. Como resultado da nova regra do Ministério das Obras Públicas, as propostas apresentadas neste novo concurso foram superiores em mais de 500 mil escudos em relação às propostas anteriores, representando um encargo muito maior para o estado do que quando ainda se regia pelas normas anteriores. Porém, o concurso de 3 de Março também foi anulado, tendo o Ministério decidido proceder a estudos relativos às obras de arte, antes de abrir um terceiro concurso. Em Junho, já tinha sido submetida à assinatura ministerial uma portaria referente à adjudicação da empreitada n.º 2, pelo valor de 1.723.000$000. Em Julho, as associações industriais e comerciais e a Junta de Freguesia de Ponte de Lima já tinham pedido ao governo a construção de uma ponte em Lanheses, no âmbito da Linha do Vale do Lima, afirmando que esta obra melhoraria as comunicações na região, e traria mais procura para o caminho de ferro, especialmente nos dias de mercado.
Um diploma de 8 de Novembro de 1935 aprovou o projecto-tipo para uma ponte a construir entre os perfis 193 e 197 do segundo lanço desta linha. Outro diploma, de 8 de Maio de 1936, aprovou o projecto para variante no segundo lanço de Lanheses a Refojos, e em 12 de Agosto foi adjudicada a João José da Silva a empreitada n.º 3 da Linha do Vale do Lima, referente à construção de uma estrada de ligação entre a estrada municipal da Taboneira com a estrada nacional n.º 5-2ª, para servir de acesso à estação de Lanheses. Em 9 de Dezembro, foi aprovado o processo de expropriação de uma parcela de terreno para desviar um caminho público, para a construção da linha. A construção desta linha ficou marcada por várias dificuldades no processo de expropriação dos terrenos.

### Fim do empreendimento
Enquanto decorria o longo processo de planeamento e construção da linha, assistiu-se ao desenvolvimento do transporte rodoviário na região; desde 1917 que que se fazia uma carreira de autocarros entre Arcos de Valdevez e Viana do Castelo, e as duas primeiras carreiras de camionagem no Distrito foram de Viana a Arcos de Valdevez, pedida em 1928, e a Ponte de Lima, pedida em 1932. Em 1928 tiveram início as primeiras carreiras regulares de autocarros na região do vale do Rio Lima, espelhando o desenvolvimento do transporte rodoviário em Portugal, que ganhou impulso após a Primeira Guerra Mundial, e atingiu uma grande importância na década de 1930. Por seu turno, a navegação fluvial pelo Rio Lima, que ainda existia na década de 1910, tornava-se cada vez mais difícil com o assoreamento, tendo sido definitivamente extinta nos finais dos anos 20. A concorrência da camionagem aumentou as dificuldades que o projecto enfrentava, tendo sido suspenso por um despacho ministerial de 31 de Dezembro de 1936.
Em Fevereiro de 1937, a Câmara Municipal e o Sindicato Agrícola de Viana do Castelo, o Sindicato Nacional dos Construtores Civis, e as Câmaras de Ponte de Lima e de Valença já tinham enviado telegramas ao Ministro das Obras Públicas, pedindo que fossem continuadas as obras na Linha do Vale do Lima e no Porto de Viana do Castelo. Um diploma publicado no Diário do Governo n.º 42, 2.ª série, de 21 de Fevereiro de 1938 aprovou o auto de recepção definitiva da empreitada n.º 3 da linha, e no Diário do Governo n.º 257, 2.ª Série, de 5 de Novembro, foi adjudicada a Carlos de Sousa Varejão a empreitada n.º 4, referente a várias intervenções na estrada de Lanheses ao Rio Lima e na avenida de acesso à estrada de Ponte de Lima. O relatório de 1938 da gerência do Fundo Especial de Caminhos de Ferro dá conta de um gasto de 107.388$10 na construção da Linha do Vale do Lima.
O material ferroviário instalado foi vendido a uma empresa espanhola. O material circulante (automotoras elétricas) e o equipamento fixo da rede aérea de alimentação, tudo da casa alemã Wumag, foi adquirido e fornecido, mas nunca utilizado. Em 1938, o relatório da comissão administrativa da Companhia dos Caminhos de Ferro do Norte de Portugal informou que se tinham feito estudos sobre a electrificação do Ramal de Matosinhos, aproveitando o antigo material circulante da Linha do Vale do Lima. O projecto foi definitivamente cancelado após a Segunda Guerra Mundial, já não surgindo no Ante-Plano Geral de Urbanização de Viana do Castelo, em 1948.
A infra-estrutura de via chegou a estar completamente instalada entre Viana e Ponte de Lima. Caso tivesse entrado ao serviço, muito provavelmente teria tido uma exploração deficitária, isolada do resto da rede ferroviária pela sua bitola, e sofrendo fortemente a concorrência do transporte rodoviário. Teria sido a segunda ferrovia pesada eletrificada em Portugal (após a Linha de Cascais em 1926), e a primeira em via estreita, e a ser construída de raiz. (Existiam já sistemas elétricos ligeiros em Portugal: Porto, Lisboa, Braga, e Sintra — este último inaugurado como tal, os outros por adaptação de ferrovias de tração animal.)
O Decreto-Lei n.º 47809, de 22 de Julho de 1967, desclassificou a Linha do Vale do Lima do Plano Geral da Rede Ferroviária, de forma a libertar de condicionamentos ferroviários as zonas por onde a antiga via transitava.

### Vestígios
Apesar do cancelamento do projecto, permaneceram ainda vários vestígios da presença da via da Linha do Vale do Lima, por exemplo na veiga de Bertiandos, onde a linha seguia paralela à Estrada Nacional entre Viana do Castelo e Ponte do Lima. A linha deixou também alguns vestígios ténues em Viana do Castelo, tendo as ruas de S. Vicente, da Igreja e da Linha do Vale do Lima, em Viana do Castelo, sido instalados aproveitando o percurso da via férrea. Dentro da cidade, o vestígio mais visível é a forma como o Bairro Jardim ficou planeado: todos os limites deste bairro são rectos, excepto o Sudeste, que ficou em curva porque neste lado ficava o aterro da via férrea.

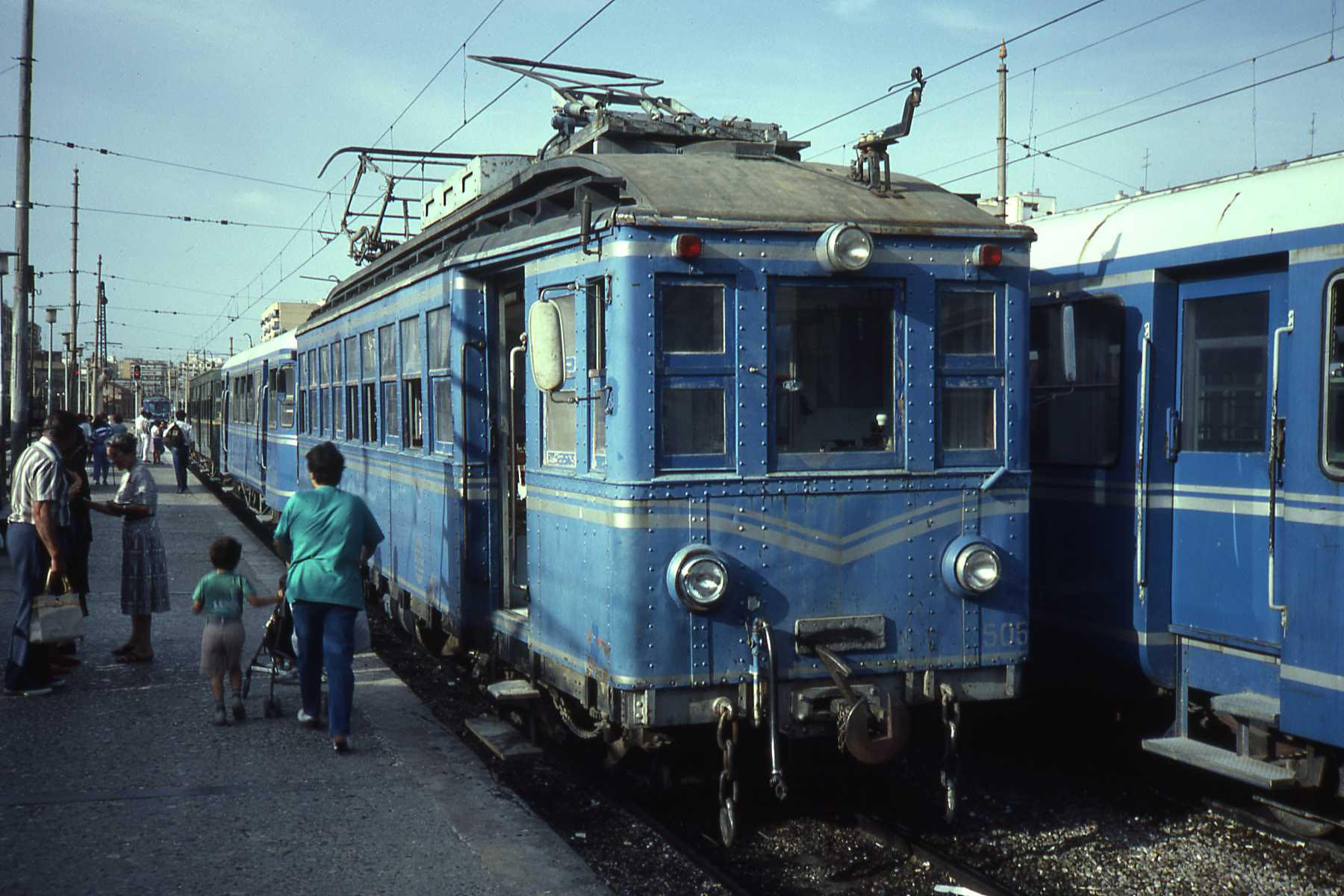
Automotora eléctrica 505 dos caminhos de ferro da cidade espanhola de Valência, parte de um lote destinado originalmente à Linha do Vale do Lima.

## Descrição

### Itinerário e obras de arte
Caso a linha tivesse sido construída, o seu percurso dentro da cidade de Viana do Castelo teria início na Linha do Minho junto à Igreja de Santo António, seguindo depois paralela à Avenida Gaspar de Castro pelo seu lado Norte até chegar ao Bairro Jardim, entrando depois numa zona que na década de 1930 ainda era composta principalmente por terrenos de cultivo, nos subúrbios da cidade. Saindo de Viana, o percurso seguia depois pela margem direita do Rio Lima até à freguesia de Arcozelo, em Além da Ponte, local situado em frente da vila de Ponte de Lima.
Entre as várias obras de arte que estavam presentes nesta linha, encontrava-se uma ponte sobre a Ribeira de Portuzelo.

### Material circulante
O material circulante que foi adquirido para circular na linha era composto por 14 carruagens motoras e 24 simples para transporte de passageiros, de origem alemã.